# Tisma acutipennis
Tisma acutipennis är en bönsyrseart som beskrevs av John Obadiah Westwood 1889. Tisma acutipennis ingår i släktet Tisma och familjen Mantidae. Inga underarter finns listade i Catalogue of Life.